# Playa de las Amoladeras (Almería)
La playa de las Amoladeras es una playa del municipio de Almería (Andalucía, España), encontrándose dentro del espacio protegido Parque Natural de Cabo de Gata-Níjar

## Descripción
Ubicada entre las desembocaduras de la rambla homónima y la Rambla de Morales, esta poco frecuentada playa de arena gruesa y grava presenta un grado de modificación mínimo, formando junto a las planicies interiores conocidas como "Marinas Artísticas" y la parte oriental de la Playa de Torre García una de las siete reservas integrales terrestres del parque. Entre las razones que justifican este grado de protección especial está la duna fósil que ocupa gran parte de su superficie, donde puede estudiarse la evolución geológica de esta región del Mediterráneo Occidental durante los últimos 250.000 años.

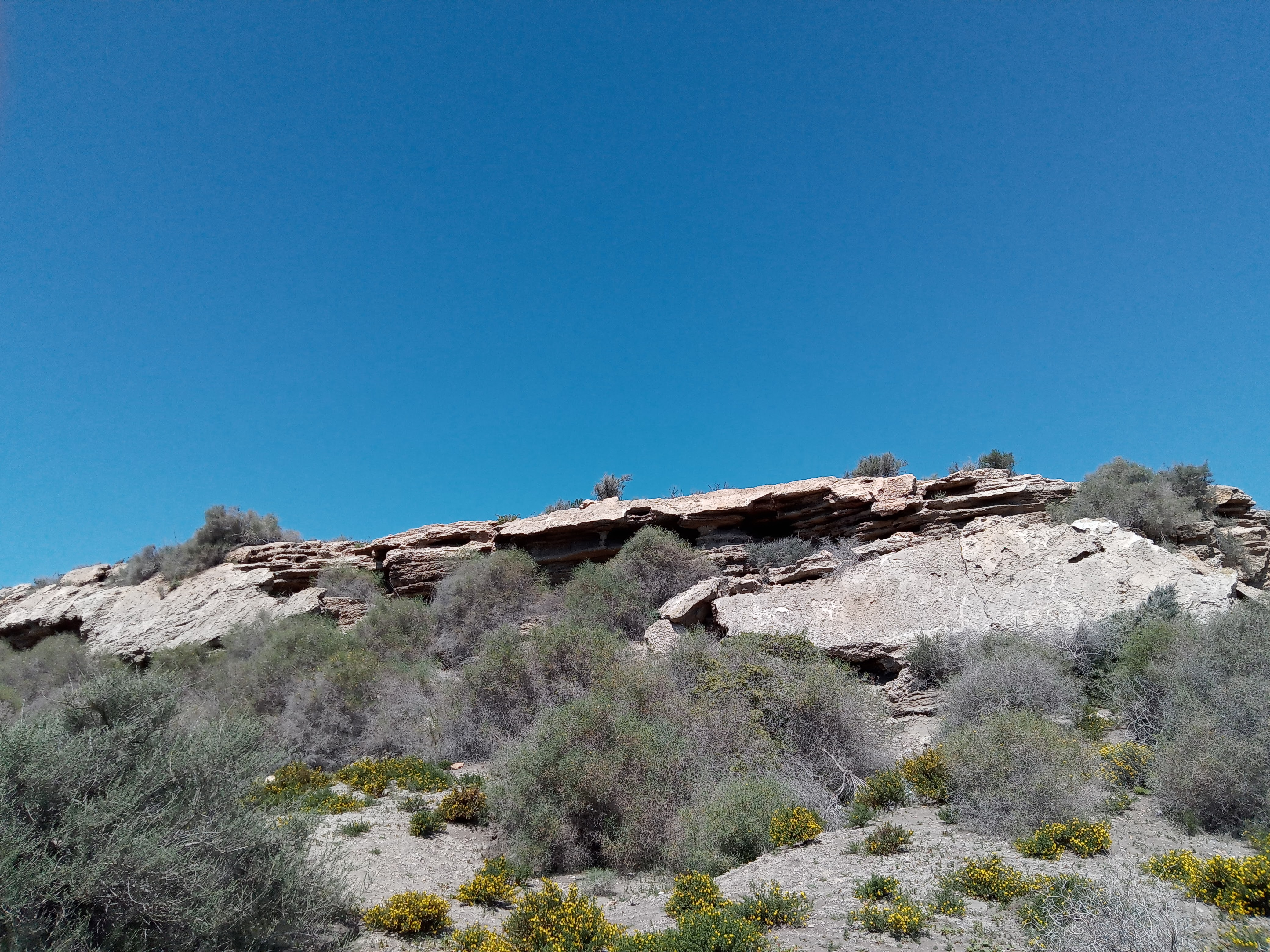
Dunas fósiles en la playa

La zona próxima a la Rambla de Morales se conoce como El Pocico, cambiando la playa el nombre por el de Playa del Pocico, uno de los recursos del parque natural incluidos en el inventario de geodiversidad de Andalucía.
Los accesos, restringidos ocasionalmente para vehículos de motor, se realizan siguiendo el camino que une San Miguel de Cabo de Gata con Retamar, bordeando la línea de costa. La dotación de esta playa no urbanizada es prácticamente nula, limitándose a los servicios de limpieza que, periódicamente acondicionan el espacio.